# Lachnaea gracilis
Lachnaea gracilis är en tibastväxtart som beskrevs av Carl Daniel Friedrich Meisner. Lachnaea gracilis ingår i släktet Lachnaea och familjen tibastväxter. Inga underarter finns listade i Catalogue of Life.